# Leagues Cup de 2025
A Copa das Ligas de 2025 ou comumente conhecida como 2025 Leagues Cup (em inglês) ainda regionalmente descrita vulgarmente sendo Copa Norte-Americana de Futebol de 2025 processa-se a quinta edição (5ª) da principal competição continental do verão do hemisfério norte da CONCACAF, ocorre-se bi-organização oficial da Liga MLS e Liga MX em um curto período de temporada de julho a agosto de 2025. Ao contrário das duas edições anteriores, a copa das ligas de 2025, contará com participações equilibradas entre as duas organizações futebolísticas com certamente 18 equipes da Liga MLS e 18 equipes da Liga MX. O novo formato elaborado proporciona o calendário completo e estável das supostas competições nacionais entre os três países, que optaram para mudança complementar, intensificando a rivalidade entre clubes, levadas a seriedade emocional. O torneio irá ser disputado por seguintes etapas: fase um, quartas de final, semifinal, disputa pelo terceiro lugar e a grande decisão da entrega gloriosa do título (final). O campeão da Copa das Ligas de 2025 será coroado com um passaporte direto para a disputa das oitavas de final da Copa dos Campeões da CONCACAF de 2026, portanto o vice-campeão e consequentemente vencedor da disputa pelo terceiro lugar, herdarão vagas fixas e flexíveis finais para primeira rodada da principal competição continental norte-americana
.

## Regulamento

### Fase Um
A Fase Um ou formalmente descrita como Fase Inicial, será uma etapa classificatória da copa das ligas de 2025, que contará com a participação de 36 equipes, 18 da Liga MLS e 18 da Liga MX, serão disputadas 3 rodadas consecutivas entre clubes da Liga MLS versus Liga MX, os duelos interligas serão acirradamente intensificados, promovendo rivalidades internacionais saudáveis.
A fase inicial classificatória, impactará o cenário do desporte norte-americano, nas questões das elevadas partidas adversas programadas no calendário, serão 3 rodadas seguidas, disputadas entre times filiados da Liga MLS e Liga MX, serão embates úteis para a visibilidade global da competição futebolista continental, aumentando cada vez as perspectivas inovadoras da copa das ligas de 2025.
As 3 primeiras rodadas iniciais, irão ser regionalmente organizadas, incluindo sub-regiões possuindo 18 equipes, todas as duas associações futebolísticas, imposicionando na localidade logística regional, estabelecendo curtas viagens disponibilizando asseguração e pacificação harmônica dos times.
Os 6 grupos serão divididos em duas conferências norte-americanas, conferecial região leste e conferecial região oeste, cada grupo seguirá as suas respectivas regionalidades, obrigatoriamente, todas as partidas terão confrontos entre os adversários da MLS e LMX.
A fase um, terá comparadamente uma semana de programação oficial, começando no dia 29 de julho e terminando definitivamente no dia 7 de agosto de 2025, após a "fase um" os clubes incluirão suas presenças nas tabelas acumuladas das suas próprias ligas nacionais (Liga MLS e Liga MX), apenas os 4 primeiros mais bem colocados das duas ligas diferentes organizadoras, participarão da fase quartas de final da LC 2025,
Ainda nesta edição contará decretadamente "sem empates", hipoteticamente ocorrendo empate no agregado no final do tempo regulamentar, a partida irá instantaneamente para disputar de penalidades máximas convertidas, o vencedor do desafio adquirirá 2 pontos reivindicados conquistados, consequentemente o perdedor por sua vez restará somente 1 ponto ganho em torno da competição.

### Privilégios logísticos para clubes da Liga MX
A Copa das Ligas de 2025, reconhecerá os seis melhores colocados da Liga MX na temporada clausura e apertura de 2024, com menos viagens entre confrontos com os clubes da MLS.
Os privilégios herdados das escolhas das hospedagens, seguem o critério utilizado para determinar, mandos de campos fixos, foram baseado no Ranking da Copa das Ligas de 2025.
As seis associações, terão a tarefa de encaminhar partidas previstas, os beneficiados são os seguintes:
- O Clube América 
 (Campeão da Liga MX), terá apenas um desvantagem na estreia do torneio diante do Real Salt Lake, o duelo sendo disputada em Sandy, Utah , após término da partida, a equipe mexicana jogará duas partidas consecutivas realizadas no Texas, contra novamente times da MLS, na segunda rodada (antepenúltima partida) será disputada em Houston, encerrando a sua participação automaticamente na última rodada da fase inicial, será jogada em Austin.

Na fase Eliminatória, o América, terá privilégios de estádios até a fase semifinal, teoricamente avance e enfrente o LA Galaxy, em alguma fase eliminatória, ficará submetido a escolha do mandante inegável em relação ao estádio.
- O Cruz Azul 
 (Clube com melhor classificação na Liga MX) terá duas rodadas consecutivas oportunas aceitáveis, sediando este dois jogos em Carson, Califórnia, o Cruz Azul, clube mais bem classificado na copa das ligas de 2025, terá privilégios de estádios-sedes até as quartas final, se encontra e encarar diretamente a equipe do LA Galaxy em um duelo, não terá legitimamente opção para escolher o mando de campo, ficará submetido ao local estratégico selecionado pela equipe estadunidense.

- O Toluca 
 (segundo melhor clube classificado na copa das ligas, e atual campeão da Liga MX Clausura de 2025), jogará a fase inicial constantemente, estreando em Columbus, Ohio, restando 2 partidas seguidas nos estádios hospedeiros na área urbanizada da região metropolitana de Nova York.

- O Tigre UANL 
 (terceiro melhor clube classificado da Liga MX), jogará todas as 3 partidas da fase inaugural, no sudoeste estadunidense, terá uma partida inicial em Houston, Texas e as demais duas partidas restantes no estado da Califórnia, especificamente na região sul.

- O Monterrey 
 (quarto clube mais bem classificado da Liga MX, na copa das ligas de 2025), jogará duas vezes em Cincinnati, Ohio, nos confrontos de estreia da competição. Encerrando a sua participação futebolística imediata na fase um, na terceira rodada, em Charlotte, Carolina do Norte.

- O Pumas UNAM 
 (quinto clube mais bem classificado da Liga MX, nas temporadas clasura e apertura de 2024), jogará duas partidas interligadas seguidas na região metropolitana de Orlando, na Flórida Central. Fechando sua participação da fase um, nas proximidades da região metropolitana de Miami, no Sul da Flórida.

### Fase Quartas de Final
A Fase Quartas de Final ou formalmente descrita como Segunda fase, será uma etapa certamista eliminatória da copa das ligas de 2025, que contará definitivamente com a presença de 8 clubes associados, aqueles melhores colocados nas tabelas acumuladas, das ligas nacionais opostas.
Desta vez, não irá precisamente obedecer os critérios das interações geográficas entre as equipes, todos os 4 confrontos serão disputados em partidas únicas, em território da Liga MLS, os duelos serão chaveados pelo desempenho das equipes na fase um, os embates serão os seguintes :
- Chave 1

1° Colocado geral da Liga MLS versus 4° Colocado geral da Liga MX;
- Chave 2

2° Colocado geral da Liga MX versus 3° Colocado geral da Liga MLS;
- Chave 3

1° Colocado geral da Liga MX versus 4° Colocado geral da Liga MLS;
- Chave 4

2° Colocado geral da Liga MLS versus 3° Colocado geral da Liga MX;
Obrigatoriamente, a segunda etapa da competição, contará exigidamente com partidas completas entre associações da Liga MLS e Liga MX, como adversárias. Para equivaler com os torneios nacionais das nações participantes, é pedido que todos os jogos eletrizantes sejam realizados somente no início e meio de semana, nos 19 e 20 de agosto de 2025, sou classificam-se os vencedores das colisões desportivas profissionais, totalizando 4 equipes avançando para fase semifinal.
A Copa subcontinental, continuará com índices de desempates nas finais das partidas, hipoteticamente ocorrendo empate no agregado no tempo regulamentar, os clubes irão parcialmente para disputar de penalidades máximas convertidas, o vencedor do desafio, consolidará sua classificação imediata, possivelmente o perdedor irá ser totalmente eliminado.

### Fase Semifinal
A Fase Semifinal ou comumente referida como Terceira fase, será a segunda etapa eliminatória da chaveação atribuida, nesta fase cronológica, só participarão concluidamente os ganhadores da fase quartas de final, irão ser divididos em duas mesmas substâncias entrelaçadas de posicionamento qualificado. Os confrontos repetirão fielmente a fase anterior, os confrontos serão os seguintes;
- Vencedor da Chve 1 versus Vencedor da Chave 2

- Vencedor da Chve 3 versus Vencedor da Chave 4

Similar a fase predecessora, novamente as partidas irão ser competidas no solo da MLS, serão apenas 2 partidas, segundo as circunstâncias impostas pelas MLS e MX, para não interromper os finais de semana das competições nacionais, notadamente as partidas serão transferidas para início e meio de semana, objetivamente os 2 jogos irão ser executados nos dias 26 e 27 de agosto de 2025, excluindo duas associações da grande decisão e apagando duas equipes da disputa pelo terceiro lugar, só os vencedores avançam para fase final, e os perdedores decidiram a terceira colocação.
Caso ocorra empate no agregado, na soma de gols os clubes ficarão convencidos a aceitar o desafio angustiado das penalidades máximas, o vencedor se considerará superior em campo em relação ao ser oponente.

### Disputa pelo terceiro lugar
A Disputa pelo terceiro lugar ou formalmente descrita como partida extra entre os eliminados semifinalistas, jogarão complemente no final de semana, no dia 31 de agosto nas vésperas das comemorações, em uma luta impulsionada pela desigualdade classificatória final, restando terceiro e quarto lugar, o vencedor irá demonstrar sua supremacia indicando ambiguidade decorrente ao certame, conseguindo emancipação do perdedor dispondo probabilidade vantajoso na classificação geral final.
Infelizmente, aconteça uma igualdade no placar agregado, ao final do tempo regulamentar o vitorioso bem-sucedido será definido nas disputads de penalidades máximas convertidas.

### Fase Final Decisiva
A Final ou reverenciada como Grande Decisão em partida explicitamente única entregadora da taça da copa das ligas de 2025, será a finalíssima do torneio esportivo internacional, a sede da partida determinada será escolhida pela equipe de melhor campanha na reta final da competição, o inquilino detentor da melhor campanha, escolherá estádio-sede da resolução pontual final.
Será disputada logicamente no final de semana, no dia 31 de agosto, com acirradamente 2 equipes vencedoras da fase semifinal, nesta etapa inclusiva e viável ao corresponder a veracidade da conquista do vencedor construído em campo.
Fisicamente aconteça um empate no placar agregado ao final do tempo regulamentar (90 minutos disputado mais acréscimos), persuadirá em conclusão deliberadamente em pausa, para melhoramento mental dos atletas, culminando em uma disputa dupla de penalidades máximas convertidas.
O vencedor no tempo regulamentar ou ganhador nas penalidades, será declarado e sobressalto campeão inesquecível e incontestável da copa das ligas de 2025, levando o título para sua residência e dispondo na sala de troféus, com um esforço especial óbito, exibindo consagramento internacionalmente, intitulando-se com honra, campeão da Copa das Ligas de 2025, deixando legalmente um lembrete simbolista surpreendente no futebol mundial.

### Vagas alcançadas classificadas na Copa dos Campeões da CONCACAF de 2026
A Copa das Ligas, pelo terceiro ano seguido concederá três vagas autorizadas oficialmente cedidas pela CONCACAF, no mínimo serão oferecidas três passaporte tradicional direto na Copa dos Campeões da CONCACAF de 2026, aguardadas com toda ansiedade futebolística.
As vagas encaminhadas asseguradas doadas, serão apenas três melhores colocados no torneio, repetindo como é difícil disputar o certame quádruplo terminal. As distribuições específicas são as seguintes;
- Campeão da Copa das Ligas de 2025, será recompensado com um passaporte assegurado diretamente na rodada oitavas de final da Copa dos Campeões da CONCACAF de 2026, sendo um pontual referencial no futebol norte-americano.

- Vice-campeão da Copa das Ligas de 2025, diferentemente terá o direito de estreia na primeira rodada da fase inaugural da Copa dos Campeões da CONCACAF de 2026, flexibilizando a proporção da disposição do ingresso classificatório restante.

- Vencedor da disputa pelo terceiro lugar, o semifinalista ganhador da partida extra, terá no mínimo um processo positivo na rota de classificação para a tão entusiasmante adequação, proveitoso para o terceiro lugar na classificação geral final, encaminhando vaga anual na principal competição continental norte-americana[11].

## Equipes participantes
O Ranking da Copa das Ligas de 2025, foi baseado nas combinações de resultados abrangentes das ligas MLS e MX em 34 partidas da temporada regular em uma tabela unificada completa.
- Os Clubes filiados da Liga MLS são classificados de acordo com base na classificação geral regulamentar do MLS Supporters' Shield de 2024, neste critério apenas 9 equipes das conferências leste e oeste estão incluídas na competição continental.

Portanto ocorre uma oposição da diretriz proposta no regulamento, o Vancouver Whitecaps equipe do futebol canadense participante da Liga MLS, não irá participar, por um breve motivo no seu calendário relacionado, no número de partidas jogadas, devido as questões legais das participações diretas do Vancouver Whitecaps na Copa dos Campeões da CONCACAF de 2025 e á defesa implementar do título de campeão do Campeonato Canadense na temporada de 2025. Em vez disso, as duas ligas organizadoras, preencherão a participação última, selecionando San Diego FC como substituto, o clube novato que igressou recentemente expandindo a MLS de 2025, ajustar permitindo-se que todas as 30 equipes filiadas na MLS participam de pelo menos uma competição, mas não mais do que duas, sou se o clube querer participar dos torneios nacionais e continentais de uma vez só.
- Os clubes da Liga MX são classificados baseadamente nas 34 partidas jogadas, nas acumulações de pontos ganhos nos torneios Clausura e Apertura do ano de 2024, todas as 18 equipes filiadas na Liga MX estão incluídas na disputa do certame competitivo na temporada de verão setentrional de 2025, que serão realizados somentes em estádios-sedes hospedeiros da Liga MLS.[16].

| Rank | Clube          | Dif | Pts | local        |
| ---- | -------------- | --- | --- | ------------ |
| 1°   | Cruz Azul      | 36  | 75  | Região Oeste |
| 2°   | Inter Miami    | 30  | 74  | Região Leste |
| 3°   | Toluca         | 37  | 67  | Região Leste |
| 4°   | Columbus Crew  | 32  | 66  | Região Leste |
| 5°   | Tigres UANL    | 21  | 65  | Região Oeste |
| 6°   | Los Angeles FC | 20  | 64  | Região Oeste |
| 7°   | LA Galaxy      | 19  | 64  | Região Oeste |
| 8°   | Monterrey      | 20  | 63  | Região Leste |
| 9°   | América        | 24  | 62  | Região Oeste |
| 10°  | Real Salt Lake | 17  | 59  | Região Oeste |
| 11°  | Cincinnati     | 10  | 59  | Região Leste |
| 12°  | Pumas UNAM     | 13  | 58  | Região Leste |

| Campeão da Audi MLS Cup de 2025 Campeão da Liga MX BBVA de 2023-24 |

| Rank | Clube              | Dif | Pts | local        |
| ---- | ------------------ | --- | --- | ------------ |
| 13°  | Seattle Sounders   | 16  | 57  | Região Oeste |
| 14°  | Chivas Guadalajara | 16  | 56  | Região Leste |
| 15°  | Houston Dynamo     | 8   | 54  | Região Oeste |
| 16°  | Orlando City       | 9   | 52  | Região Leste |
| 17°  | Minnesota United   | 9   | 52  | Região Oeste |
| 18°  | Charlotte FC       | 9   | 51  | Região Leste |
| 19°  | New York City      | 5   | 50  | Região Leste |
| 23°  | Atlético San Luis  | -2  | 46  | Região Oeste |
| 24°  | Tijuana            | -10 | 43  | Região Oeste |
| 26°  | Pachuca            | -2  | 42  | Região Oeste |
| 27°  | León               | -4  | 42  | Região Leste |
| 28°  | Necaxa             | -5  | 42  | Região Leste |

| Rank | Clube              | Dif | Pts | local        |
| ---- | ------------------ | --- | --- | ------------ |
| 20°  | Colorado Rapids    | 1   | 50  | Região Oeste |
| 21°  | Portland Timbers   | 9   | 47  | Região Oeste |
| 22°  | New York Red Bulls | 5   | 47  | Região Leste |
| 25°  | CF Montréal        | -16 | 43  | Região Leste |
| 29°  | Atlanta United     | -3  | 40  | Região Leste |
| 30°  | Atlas              | -16 | 36  | Região Leste |
| 31°  | Querétaro          | -17 | 36  | Região Oeste |
| 32°  | Juárez             | -21 | 33  | Região Leste |
| 33°  | Mazatlán           | -20 | 30  | Região Oeste |
| 34°  | Santos Laguna      | -31 | 25  | Região Oeste |
| 35°  | Puebla             | -39 | 19  | Região Leste |
| 36°  | San Diego FC       | 0   | 0   | Região Oeste |

## Calendário Programado Agendado
O torneio internacional continental sancionado pela "CONCACAF" no terceiro ano seguido, Copa das Ligas de 2025, terá uma nova programação oficial em 2025, com um regulamento inovador visibilizando o equilíbrio desportivo da temporada das Liga MLS e MX, reduzindo 8 rodadas consecutivas para somente 6 partidas passageiras em Intervalos semanais, movimentando as rivalidades esportivas entre as tríplice nações norte-americanas, com apenas duas ligas organizadoras, dedicando o máximo a experiência esportiva profissional produtiva nas rodadas iniciais e eliminatórias, expandindo o reconhecimento global da competição futebolista.
As duas associações organizadoras, implementaram um determinado calendário agendado em 11 de fevereiro de 2025, divulgado diretamente de duas grandes metrópoles urbanas, sedes permanentes das ligas financiadas idealizadoras da competição, sendo elas; Cidade do México e Cidade de Nova York, promovendo as principais partidas disputadas regionalmente fixadas até temporariamente a terceira rodada da fase classificatória, localmenta toda as partidas da "LC" seguirão o fuso horário padrão da costa leste atlântica, (UTC-4), horário de verão boreal

### Calendário
| Fases cronológicas         | Rodadas                     | Datas           |
| -------------------------- | --------------------------- | --------------- |
| Fase Um inicial            | Primeira rodada             | 29-31 de julho  |
| Fase Um inicial            | Segunda rodada              | 1-3 de agosto   |
| Fase Um inicial            | Terceira rodada             | 5-7 de agosto   |
| Fase Eliminatória Chaveada | Quartas de final            | 19-20 de agosto |
| Fase Eliminatória Chaveada | Semifinal                   | 26-27 de agosto |
| Fase Eliminatória Chaveada | Disputa pelo terceiro lugar | 31 de agosto    |
| Fase Eliminatória Chaveada | Grande Decisão (Final)      | 31 de agosto    |

## Locais neutros da Copa das Ligas de 2025
A lista a seguir apresenta estádios-sedes das conferências oeste e leste da Liga MLS, com locais pré-determinados para receber possíveis partidas das três fases eliminatórias, na reta final da competição. As equipes expoentes cabeças de chaves, terão o direito de escolher o espaço central esportivo internacional, por uma 
opção escolhida.
As associações acrescentadas da Liga MX ou provavelmente partidas nacionais entre representantes mexicanos na copa das ligas de 2025 incluindo, a importância das partidas neutras em relação ao mando de campo identificando respeito ao clube visitante, sendo disputadas em território estadunidense, teoricamente não se limita a probabilidade da hospedagem da partida, nas fases eliminatórias.
| Los Angeles                                                                                          | Carson                     | Bridgeview         |
| --- | -------------------------- | ------------------ |
| BMO Stadium                                                                                          | Dignity Health Sports Park | SeatGeek Stadium   |
| Capacidade: 22 000                                                                                   | Capacidade: 27 000         | Capacidade: 20 000 |
| |                            |                    |
| Los Angeles Carson Bridgeview San José Houston AustinCidades-sedes futebolísticas dos Estados Unidos |                            |                    |
| San José                                                                                             | Houston                    | Austin             |
| PayPal Park                                                                                          | Shell Energy Stadium       | Q2 Stadium         |
| Capacidade: 18 000                                                                                   | Capacidade: 20 656         | Capacidade: 20 500 |
| |                            |                    |

## Fase Um
A fase um compõem-se sendo disputada em estilo sistemático suíço, onde serão organizados nas consolidacões das proximidades geográficas, as equipes da Liga MLS e Liga MX, se enfrentarão nas três primeiras rodadas consecutivas, obrigatoriamente até possivelmente a fase quartas de final. O módulo das regras da competição continua seguindo as mesmas ocasiões executadas comprovisórias nas edições antecessoras, continuando sem empates em pontos disputados seguindo o critério elaborado, cita o seguinte; o vitorioso no agregado no tempo regulamentar adiciona imediatamente 3 pontos conquistados; empate frustrado no agregado entre as duas equipes no tempo regulamentar, irá direto para as penalidades máximas, onde uma única associação aclamada vitoriosa na disputa de pênaltis, converte imediatamente 2 pontos conquistados; empate no agregado e no tempo regulamentar e consequentemente derrotado na disputa de penalidades máximas concebe 1 ponto conquistado; perdedor no agregado no tempo regulamentar fica negativado com 0, nenhum ponto ganho.
As 36 equipes serão divididas igualmente em duas regiões de 18 equipes cada selecionadas, chaves regionais leste e oeste.
O comitê organizador oficial determinou o efeito capaz de ser prático, sendo importantíssimo para estabelecer uma regra primordialmente bem sucedida na copa das ligas de 2025, com respectivas divisões regionais com base no ranking da LC, instituindo 3 grupos de 6 equipes, 3 times da Liga MLS e 3 times da Liga MX para cada uma das chaves leste e oeste norte-americanas. As 18 equipes serão decorrentes divididas em três níveis hierárquicos.
- Nível 1: Equipes classificadas de 1 a 3 das duas ligas.

- Nível 2: Equipes classificadas de 4 a 6 das duas ligas.

- Nível 3: Equipes classificadas de 7 a 9 das duas ligas.

A "fase um" será formada com 6 grupos, cada um dos grupos incluirá: três clubes filias da Liga MLS comparadamente a Liga MX, serão o mesmo número de participantes, de cada um dos níveis hierárquicos demonstrados, ao encerar a primeira fase e as três primeiras rodadas pesadíssima entre os times da MLS e LMX em direções contrárias, seus pontos obtidos serão acumulados e somados em ambas tabelas reunificadas da MLS e LMX, claramente apenas classificando as quatro melhores campanhas iniciais para fase quartas de final, essencialmente os quatro mais bem colocados de cada liga, irão disputar novamente partidas de elevada estimadas rivalidades internacionais, presentes na fase quartas de final.

### Região Leste

#### Grupo Leste 1
| Pos | Team          | J | V | VP | DP | D | GF | GA | GD | Pts |  | TOL | CLB | PUE   | NYC   | MTL | LEO   |
| --- | ------------- | - | - | -- | -- | - | -- | -- | -- | --- |  | --- | --- | ----- | ----- | --- | ----- |
| 1   | Toluca        | 2 | 1 | 1  | 0  | 0 | 4  | 3  | +1 | 5   |  | —   | 2–2 |       | 5 Ago | 2–1 |       |
| 2   | Columbus Crew | 2 | 1 | 0  | 1  | 0 | 5  | 3  | +2 | 4   |  |     | —   | 3–1   |       |     | 5 Ago |
| 3   | Puebla        | 2 | 1 | 0  | 0  | 1 | 4  | 3  | +1 | 3   |  |     |     | —     |       |     |       |
| 4   | New York City | 2 | 1 | 0  | 0  | 1 | 2  | 3  | −1 | 3   |  |     |     | 0–3   | —     |     | 2–0   |
| 5   | CF Montréal   | 2 | 0 | 1  | 0  | 1 | 2  | 3  | −1 | 2   |  |     |     | 5 Ago |       | —   | 1–1   |
| 6   | León          | 2 | 0 | 0  | 1  | 1 | 1  | 3  | −2 | 1   |  |     |     |       |       |     | —     |

#### Grupo Leste 2
| Pos | Team           | J | V | VP | DP | D | GF | GA | GD | Pts |  | MIA | PUM   | NCX   | ORL | ATL | ATS   |
| --- | -------------- | - | - | -- | -- | - | -- | -- | -- | --- |  | --- | ----- | ----- | --- | --- | ----- |
| 1   | Inter Miami    | 2 | 1 | 1  | 0  | 0 | 4  | 3  | +1 | 5   |  | —   | 6 Ago | 2–2   |     |     | 2–1   |
| 2   | Pumas UNAM     | 2 | 1 | 1  | 0  | 0 | 4  | 3  | +1 | 5   |  |     | —     |       | 1–1 | 3–2 |       |
| 3   | Necaxa         | 2 | 1 | 0  | 1  | 0 | 5  | 3  | +2 | 4   |  |     |       | —     |     | 3–1 |       |
| 4   | Orlando City   | 2 | 1 | 0  | 1  | 0 | 4  | 2  | +2 | 4   |  |     |       | 6 Ago | —   |     | 3–1   |
| 5   | Atlanta United | 2 | 0 | 0  | 0  | 2 | 3  | 6  | −3 | 0   |  |     |       |       |     | —   | 6 Ago |
| 6   | Atlas          | 2 | 0 | 0  | 0  | 2 | 2  | 5  | −3 | 0   |  |     |       |       |     |     | —     |

1. 1 2  Critérios de desempate 
 (pontos de fair player) 
 cartões amarelos recebidos; 
 
Inter Miami -4 
 Pumas UNAM -6

#### Grupo Leste 3
| Pos | Team               | J | V | VP | DP | D | GF | GA | GD | Pts |  | FCJ   | CIN | RBNY  | MTY | CLT   | GDL   |
| --- | ------------------ | - | - | -- | -- | - | -- | -- | -- | --- |  | ----- | --- | ----- | --- | ----- | ----- |
| 1   | Juárez             | 1 | 1 | 0  | 0  | 0 | 4  | 1  | +3 | 3   |  | —     |     |       |     |       |       |
| 2   | Cincinnati         | 1 | 1 | 0  | 0  | 0 | 3  | 2  | +1 | 3   |  | 3 Ago | —   |       |     |       | 7 Ago |
| 3   | New York Red Bulls | 1 | 1 | 0  | 0  | 0 | 1  | 0  | +1 | 3   |  | 7 Ago |     | —     |     |       |       |
| 4   | Monterrey          | 1 | 0 | 0  | 0  | 1 | 2  | 3  | −1 | 0   |  |       | 2–3 | 3 Ago | —   | 7 Ago |       |
| 5   | Charlotte FC       | 1 | 0 | 0  | 0  | 1 | 1  | 4  | −3 | 0   |  | 1–4   |     |       |     | —     |       |
| 6   | Chivas Guadalajara | 1 | 0 | 0  | 0  | 1 | 0  | 1  | −1 | 0   |  |       |     | 0–1   |     | 3 Ago | —     |

### Região Oeste

#### Grupo Oeste 1
| Pos | Team           | J | V | VP | DP | D | GF | GA | GD | Pts |  | TIG | MZT | PAC   | LAFC  | SD    | HOU |
| --- | -------------- | - | - | -- | -- | - | -- | -- | -- | --- |  | --- | --- | ----- | ----- | ----- | --- |
| 1   | Tigres UANL    | 2 | 2 | 0  | 0  | 0 | 6  | 2  | +4 | 6   |  | —   |     |       | 5 Ago | 2–1   | 4–1 |
| 2   | Mazatlán       | 2 | 1 | 1  | 0  | 0 | 3  | 1  | +2 | 5   |  |     | —   |       |       | 5 Ago |     |
| 3   | Pachuca        | 2 | 1 | 0  | 1  | 0 | 4  | 3  | +1 | 4   |  |     |     | —     |       | 3–2   |     |
| 4   | Los Angeles FC | 2 | 0 | 1  | 1  | 0 | 2  | 2  | 0  | 3   |  |     | 1–1 | 1–1   | —     |       |     |
| 5   | San Diego FC   | 2 | 0 | 0  | 0  | 2 | 3  | 5  | −2 | 0   |  |     |     |       |       | —     |     |
| 6   | Houston Dynamo | 2 | 0 | 0  | 0  | 2 | 1  | 6  | −5 | 0   |  |     | 0–2 | 5 Ago |       |       | —   |

#### Grupo Oeste 2
| Pos | Team              | J | V | VP | DP | D | GF | GA | GD | Pts |  | POR   | MIN | AME | RSL | ASL   | QRO   |
| --- | ----------------- | - | - | -- | -- | - | -- | -- | -- | --- |  | ----- | --- | --- | --- | ----- | ----- |
| 1   | Portland Timbers  | 2 | 2 | 0  | 0  | 0 | 5  | 0  | +5 | 6   |  | —     |     |     |     | 4–0   | 1–0   |
| 2   | Minnesota United  | 2 | 1 | 0  | 1  | 0 | 7  | 4  | +3 | 4   |  |       | —   |     |     | 6 Ago | 4–1   |
| 3   | América           | 2 | 0 | 1  | 1  | 0 | 5  | 5  | 0  | 3   |  | 6 Ago | 3–3 | —   | 2–2 |       |       |
| 4   | Real Salt Lake    | 2 | 0 | 1  | 1  | 0 | 4  | 4  | 0  | 3   |  |       |     |     | —   | 2–2   | 6 Ago |
| 5   | Atlético San Luis | 2 | 0 | 1  | 0  | 1 | 2  | 6  | −4 | 2   |  |       |     |     |     | —     |       |
| 6   | Querétaro         | 2 | 0 | 0  | 0  | 2 | 1  | 5  | −4 | 0   |  |       |     |     |     |       | —     |

#### Grupo Oeste 3
| Pos | Team             | J | V | VP | DP | D | GF | GA | GD | Pts |  | SEA | LA | COL   | TIJ   | SAN   | CAZ   |
| --- | ---------------- | - | - | -- | -- | - | -- | -- | -- | --- |  | --- | -- | ----- | ----- | ----- | ----- |
| 1   | Seattle Sounders | 1 | 1 | 0  | 0  | 0 | 7  | 0  | +7 | 3   |  | —   |    |       | 6 Ago | 3 Ago |       |
| 2   | LA Galaxy        | 1 | 1 | 0  | 0  | 0 | 5  | 2  | +3 | 3   |  |     | —  |       | 5–2   | 7 Ago | 3 Ago |
| 3   | Colorado Rapids  | 1 | 1 | 0  | 0  | 0 | 2  | 1  | +1 | 3   |  |     |    | —     | 3 Ago | 2–1   |       |
| 4   | Tijuana          | 1 | 0 | 0  | 0  | 1 | 2  | 5  | −3 | 0   |  |     |    |       | —     |       |       |
| 5   | Santos Laguna    | 1 | 0 | 0  | 0  | 1 | 1  | 2  | −1 | 0   |  |     |    |       |       | —     |       |
| 6   | Cruz Azul        | 1 | 0 | 0  | 0  | 1 | 0  | 7  | −7 | 0   |  | 0–7 |    | 7 Ago |       |       | —     |

Ao competir em campo contra equipes da liga oposta, Liga MLS e Liga MX, os clubes competirão acirradamente em uma tabela específica da sua própria liga organizadora.
Neste regulamento as associações serão agrupadas em duas tabelas finais diferentes, sendo elas; Tabela Acumulada da Liga MLS e Tabela Acumulada da Liga MX, todas as equipes relacionadas no certame, somarão acumulando pontos reivindicados legitimamente, dentro das suas duas respectivas tabelas específicas da MLS e LMX.
Por exemplo, um embate vencido pela equipe representativa da MLS concebe pontos conquistados, para Liga MLS. Um embate vencido pela equipe representativa da LMX concebe pontos conquistados, para Liga MX, acontecendo decorrentemente disputas internas interligadas, das associações futebolísticas da mesma liga.
Apenas os quatro primeiros colocados da Liga MLS e Liga MX, avançam diretamente para fase quartas de final, ocorrendo novamente grandes chances de rivalidades internacionais entre equipes estadunidenses, canadense e mexicanas, na próxima fase.
Vale ressalta que apenas a Liga MLS, que sediará todas as partidas disputadas, em seus estádios associados a entidade, na copa das ligas de 2025, em território dos Estados Unidos e Canadá, serão considerados nações hanfritriãs, com apoio indiretamente mediador da Concacaf.

#### Tabela Acumulada da Liga MLS
| Pos | Team               | J | V | VP | DP | D | GF | GA | GD | Pts | QA                                             |
| --- | ------------------ | - | - | -- | -- | - | -- | -- | -- | --- | ---------------------------------------------- |
| 1   | Portland Timbers   | 2 | 2 | 0  | 0  | 0 | 5  | 0  | +5 | 6   | Avançam diretamente para fase quartas de final |
| 2   | Inter Miami        | 2 | 1 | 1  | 0  | 0 | 4  | 3  | +1 | 5   | Avançam diretamente para fase quartas de final |
| 3   | Minnesota United   | 2 | 1 | 0  | 1  | 0 | 7  | 3  | +4 | 4   | Avançam diretamente para fase quartas de final |
| 4   | Columbus Crew      | 2 | 1 | 0  | 1  | 0 | 5  | 3  | +2 | 4   | Avançam diretamente para fase quartas de final |
| 5   | Orlando City       | 2 | 1 | 0  | 1  | 0 | 4  | 2  | +2 | 4   |                                                |
| 6   | Seattle Sounders   | 1 | 1 | 0  | 0  | 0 | 7  | 0  | +7 | 3   |                                                |
| 7   | LA Galaxy          | 1 | 1 | 0  | 0  | 0 | 5  | 2  | +3 | 3   |                                                |
| 8   | Cincinnati         | 1 | 1 | 0  | 0  | 0 | 3  | 2  | +1 | 3   |                                                |
| 9   | Colorado Rapids    | 1 | 1 | 0  | 0  | 0 | 2  | 1  | +1 | 3   |                                                |
| 10  | New York City      | 2 | 1 | 0  | 0  | 1 | 2  | 3  | −1 | 3   |                                                |
| 11  | New York Red Bulls | 1 | 1 | 0  | 0  | 0 | 1  | 0  | +1 | 3   |                                                |
| 12  | Real Salt Lake     | 2 | 0 | 1  | 1  | 0 | 4  | 4  | 0  | 3   |                                                |
| 13  | Los Angeles FC     | 2 | 0 | 1  | 1  | 0 | 2  | 2  | 0  | 3   |                                                |
| 14  | CF Montréal        | 2 | 0 | 1  | 0  | 1 | 2  | 3  | −1 | 2   |                                                |
| 15  | San Diego FC       | 2 | 0 | 0  | 0  | 2 | 3  | 5  | −2 | 0   |                                                |
| 16  | Atlanta United     | 2 | 0 | 0  | 0  | 2 | 3  | 6  | −3 | 0   |                                                |
| 17  | Charlotte FC       | 1 | 0 | 0  | 0  | 1 | 1  | 4  | −3 | 0   |                                                |
| 18  | Houston Dynamo     | 2 | 0 | 0  | 0  | 2 | 1  | 6  | −5 | 0   |                                                |

#### Tabela Acumulada da Liga MX
| Pos | Team               | J | V | VP | DP | D | GF | GA | GD | Pts | QA                                             |
| --- | ------------------ | - | - | -- | -- | - | -- | -- | -- | --- | ---------------------------------------------- |
| 1   | Tigres UANL        | 2 | 2 | 0  | 0  | 0 | 6  | 2  | +4 | 6   | Avançam diretamente para fase quartas de final |
| 2   | Toluca             | 2 | 1 | 1  | 0  | 0 | 4  | 3  | +1 | 5   | Avançam diretamente para fase quartas de final |
| 3   | Pumas UNAM         | 2 | 1 | 1  | 0  | 0 | 4  | 3  | +1 | 5   | Avançam diretamente para fase quartas de final |
| 4   | Mazatlán           | 2 | 1 | 1  | 0  | 0 | 3  | 1  | +2 | 5   | Avançam diretamente para fase quartas de final |
| 5   | Necaxa             | 2 | 1 | 0  | 1  | 0 | 5  | 3  | +2 | 4   |                                                |
| 6   | Pachuca            | 2 | 1 | 0  | 1  | 0 | 4  | 3  | +1 | 4   |                                                |
| 7   | Juárez             | 1 | 1 | 0  | 0  | 0 | 4  | 1  | +3 | 3   |                                                |
| 8   | Puebla             | 2 | 1 | 0  | 0  | 1 | 4  | 3  | +1 | 3   |                                                |
| 9   | América            | 2 | 0 | 1  | 1  | 0 | 5  | 5  | 0  | 3   |                                                |
| 10  | Atlético San Luis  | 2 | 0 | 1  | 0  | 1 | 2  | 6  | −4 | 2   |                                                |
| 11  | León               | 2 | 0 | 0  | 1  | 1 | 1  | 3  | −2 | 1   |                                                |
| 12  | Monterrey          | 1 | 0 | 0  | 0  | 1 | 2  | 3  | −1 | 0   |                                                |
| 13  | Tijuana            | 1 | 0 | 0  | 0  | 1 | 2  | 5  | −3 | 0   |                                                |
| 14  | Atlas              | 2 | 0 | 0  | 0  | 2 | 2  | 5  | −3 | 0   |                                                |
| 15  | Santos Laguna      | 1 | 0 | 0  | 0  | 1 | 1  | 2  | −1 | 0   |                                                |
| 16  | Querétaro          | 2 | 0 | 0  | 0  | 2 | 1  | 5  | −4 | 0   |                                                |
| 17  | Chivas Guadalajara | 1 | 0 | 0  | 0  | 1 | 0  | 1  | −1 | 0   |                                                |
| 18  | Cruz Azul          | 1 | 0 | 0  | 0  | 1 | 0  | 7  | −7 | 0   |                                                |

## Fase Final
Ao término da fase inicial Liga MLS e Liga MX, as quatros melhores equipes das duas ligas opostas, classificam-se encaminhadamente para fase quartas de final.
Após pausa de duas semanas inativas, o calendário esportivo internacional volta com três fases eliminatórias, serão disputadas seguidamentes em partidas únicas em estádios hanfritriões da Liga MLS, começando no início e meio de semana nos dias 19 e 20 de agosto, as associações da MLS e LMX, estarão novamente em campo incorporando o histórico e longo prazo de rivalidade, imposicionando extremos duelos na etapa quartas de final. A fase semifinal é igualmente como o mesmo cronograma da segunda etapa eliminatória, os ganhadores incluídos, seguiram uma chave fixa, as proximidade das chaves restarão com definição para teceira etapa.
Parecendo completamente com a fase antecessora, desta vez, as partidas serão disputadas apenas em dois confrontos, obrigatoriamente sendo formatada, com os dois jogos oficiais no início e meio de semana, nos dias 25 e 26 de agosto, os vencedores da terceira etapa irão disputar em partida única, a tão impressionante grande final, disputada fervorosamente no dia 31 de agosto, para decidir uma única equipe sendo coroada, com o título cobiçado de "campeão da Copa das Ligas de 2025" e adquirindo o passorte classificatória para Copa dos Campeões da CONCACAF de 2026, estreando na fase oitavas de final (segunda fase).
Portanto os semifinalistas perdedores participantes irão competir inteiramente uma classificação direta para "Copa dos Campeões da CONCACAF de 2026", o vencedor melhor na disputa será recompensado com o passaporte assegurado na primeira fase inicial, o vice-campeão recentemente da Copa das Ligas de 2025 também terá a mesma condição estrutural em relação ao teceiro colocado, ambos participarão da "CCC de 2026" sem questionamentos desportivos e logísticos.

### Fase Eliminatória Chaveada
|  | Quartas de final                | Quartas de final                |                          |  | Semifinais     | Semifinais     |  |  | Final | Final |
|  |                                 |                                 |                          |  |                |                |  |  |       |       |
|  | 19 de agosto – A definir        |                                 |                          |  |                |                |  |  |       |       |
|  |                                 |                                 |                          |  |                |                |  |  |       |       |
|  | 1° Liga MLS                     |                                 |                          |  |                |                |  |  |       |       |
|  | 26 de agosto – A definir        |                                 |                          |  |                |                |  |  |       |       |
|  | 4° Liga MX                      |                                 |                          |  |                |                |  |  |       |       |
|  | Vencedor das Quartas de final 1 |                                 |                          |  |                |                |  |  |       |       |
|  | 19 de agosto – A definir        |                                 |                          |  |                |                |  |  |       |       |
|  |                                 | Vencedor das Quartas de final 2 |                          |  |                |                |  |  |       |       |
|  | 2° Liga MX                      |                                 |                          |  |                |                |  |  |       |       |
|  |                                 |                                 | 31 de agosto – A definir |  |                |                |  |  |       |       |
|  | 3° Liga MLS                     |                                 |                          |  |                |                |  |  |       |       |
|  | Vencedor da Semifinal 1         |                                 |                          |  |                |                |  |  |       |       |
|  | 20 de agosto – A definir        |                                 |                          |  |                |                |  |  |       |       |
|  |                                 | Vencedor da Semifinal 2         |                          |  |                |                |  |  |       |       |
|  | 1° Liga MX                      |                                 |                          |  |                |                |  |  |       |       |
|  | 27 de agosto – A definir        |                                 |                          |  |                |                |  |  |       |       |
|  | 4° Liga MLS                     |                                 |                          |  |                |                |  |  |       |       |
|  | Vencedor das Quartas de final 3 |                                 |                          |  |                |                |  |  |       |       |
|  | 20 de agosto – A definir        |                                 |                          |  |                |                |  |  |       |       |
|  |                                 | Vencedor das Quartas de final 4 |                          |  | Terceiro lugar | Terceiro lugar |  |  |       |       |
|  | 2° Liga MLS                     | Vencedor das Quartas de final 4 |                          |  | Terceiro lugar | Terceiro lugar |  |  |       |       |
|  |                                 |                                 | 31 de agosto – A definir |  |                |                |  |  |       |       |
|  | 3° Liga MX                      |                                 |                          |  |                |                |  |  |       |       |
|  | Perdedor da Semifinal 1         |                                 |                          |  |                |                |  |  |       |       |
|  |                                 |                                 |                          |  |                |                |  |  |       |       |
|  | Perdedor da Semifinal 2         |                                 |                          |  |                |                |  |  |       |       |
|  |                                 |                                 |                          |  |                |                |  |  |       |       |

### Quartas de final
| Equipe 1    | Resultado | Equipe 2    |
| ----------- | --------- | ----------- |
| 1° Liga MLS | –         | 4° Liga MX  |
| 2° Liga MX  | –         | 3° Liga MLS |
| 1° Liga MX  | –         | 4° Liga MLS |
| 2° Liga MLS | –         | 3° Liga MX  |

## Premiaçãoes
| Copa das Ligas de 2025 2025 Leagues Cup (em inglês)                           |
| Confederação das Associações de Futebol da América do Norte, Central e Caribe |
| ----------------------------------------------------------------------------- |
| A definir Campeão (.º título)                                                 |

## Estatísticas

### Artilharia
| Pos. | Futebolista           | Equipe           | Gol |
| ---- | --------------------- | ---------------- | --- |
| 1    | Ángel Correa          | Tigres UANL      | 4   |
| 2    | João Fernandes        | Toluca           | 3   |
| 3    | Alexéi Domínguez      | Pachuca          | 2   |
| 3    | Diego Rossi           | Columbus Crew    | 2   |
| 3    | Fábio Gomes           | Mazatlán         | 2   |
| 3    | Gilberto Zambrano     | Tijuana          | 2   |
| 3    | Joseph Paintsil       | LA Galaxy        | 2   |
| 3    | Madson de Souza Silva | Juárez           | 2   |
| 3    | Pedro de la Vega      | Seattle Sounders | 2   |
| 3    | Rafael Navarro        | Colorado Rapids  | 2   |
| 3    | Tomás Badaloni        | Necaxa           | 2   |